# 韦尔霍济姆
韦尔霍济姆（羅馬化：Verkhozim）是俄罗斯奔萨州的市级镇，属库兹涅茨克区，地处奔萨州东南方，位于伏尔加河流域苏拉河一支流卡达达河畔，在区行政中心库兹涅茨克西南、州府奔萨东南方。
该地2022年人口有1,393人；2010年人口1,785；2002年人口1,779；1989年人口1,907。